# Abeløya
Abeløya es una isla del archipiélago Svalbard, Noruega. Con 13 km², es la tercera isla más extensa de las islas del Rey Carlos. Fue nombrada así en honor al matemático noruego Niels Henrik Abel. Abeløya está separada de Kongsøya por el estrecho de Lydiannasundet.